# A Lecture on Camouflage

A Lecture on Camouflage est un cartoon de la série Private Snafu réalisé par Chuck Jones et sorti en 1944.